# Могилёвская хроника
Могилёвская хроника, Хроника Сурты́-Трубни́цких — городская хроника города Могилёва, создававшаяся на протяжении с XVII по XIX века и охватывающая период с 1526 по 1856 года. Является важным источником по истории социально-политической, экономической и культурной жизни Могилёва на протяжении нескольких столетий.
В 1693 году могилёвским купеческим старостой Трофимом Романовичем Суртой была составлена первая летопись, в которой приводились события с 1526 года, позже Трофим Сурта продлил своё сочинение до 1701 года. Продолжателем его дела выступил регент городской канцелярии Юрий Трубницкий, дополнивший летопись сведениями с 1701 по 1746 годы. Дальнейшими продолжателями были сын Юрия Трубницкого Александр и внук Михаил, доведшие содержание летописи до 1856 года. Могилёвская хроника написана по-польски, события 1841—1856 годов излагаются на русском языке. Наибольшую историческую ценность имеет часть, написанная первыми двумя хронистами, которая сохранилась в качестве рукописи, датированной 1747 годом (листы этой рукописи с записями за 1705 и 1710—1744 годы утрачены).
В качестве источника информации для авторов служили различные летописные записи и свидетельства очевидцев, материалы Могилёвского архива, сведения из хроник Александра Гваньини и Матея Стрыйковского, Киевский синопсис и собственные наблюдения.
Первый (ненумерованный) лист хроники содержит надпись на польском языке, сделанную около середины XIX века Михаилом Трубницким. В переводе издателя хроники Николая Улащика надпись гласит: «Хроника, написанная моим дедом Юрием Трубницким, бывшим регентом Могилевского городского магистрата, что происходило в городе Могилеве при его памяти, так же выписанное из других летописцев». Над этой надписью другая на русском языке: «Из книг Михаилы Трубницкого». Титульный лист оформлен рамкой в виде арки с двумя колоннами, по мнению Николая Улащика, выполненной грубо. Заглавие, также в переводе Улащика с польского, гласит: «Хроника. Эта книга его милости пана Александра Трубницкого. Списана Юрием Трубницким, регентом Могилевской городской канцелярии, в 1747 году 30 июля из разных историков, а частично из своей памяти, чтобы сохранить в памяти, что происходило в городе Могилеве и в разных [других] городах, какие вторжения, войны и другие события [происходили]. Все это без обмана записано, как было в действительности, и грядущему столетию к сведению подано в 1747 году». 
В состав хроники также включён ряд литературных произведений первой половины XVIII века: пасквиль в стихах на польского кардинала Радзиевского, аллегорическая сатира «Карнавал иноземный в Польше» и другие сочинения. Хроника состоит из коротких погодовых записей и развёрнутых повествований про важные исторические события и отдельные моменты из жизни описываемых лиц. Записи за 1700—1721 годы отражают тяжёлое положение города во время Великой северной войны, авторы создают образы Петра I, Карла XII, Александра Меньшикова, Ивана Мазепы и других действующих лиц конфликта. На страницах хроники местами видно критическое отношение к феодалам и городской буржуазии, сочувствие по отношению к бедным, ненависть к чужеземным захватчикам (особенно в части, написанной Юрием Трубницким). Многие сведения хроники уникальны.
В 1887 году краткий вариант хроники был напечатан в переводе на русский язык. Как отмечает Николай Улащик, в этом издании текст, написанный Трофимом Суртой и Юрием Трубницким, ошибочно приписан Александру и Михаилу Трубницким. Эта же часть в оригинальном написании была издана Николаем Улащиком в XXXV томе «Полного собрания русских летописей». Хранится в Рукописном отделе Российской национальной библиотеки в Санкт-Петербурге.

## Издания
- Хроника белорусского города Могилева. Собранная и писанная Александром Трубницким, регентом Могилевской магдебургии, во второй половине XVIII в., а в первой половине XIX в. продолженная его сыном губернским секретарем Михаилом Трубницким. Переведена с польского подлинника и снабжена предисловием, примечаниями и приложением Н. Гортынским // Чтения в Обществе истории и древностей российских. — М., 1887. — Кн. 3. — Отд. 1. — С. 1-142.
- Могилевская хроника Т. Р. Сурты и Ю. Трубницкого // Полное собрание русских летописей. — Т. 35. — М.: Наука, 1980. — С. 239—281.